# João das Regras
Mestre ou Doutor João Afonso das Regras ou de Aregas, ou simplesmente João das Regras (Lisboa, 1357 – Lisboa, 3 de Maio de 1404), foi um jurisconsulto português. No contexto da Crise de 1383–1385 em Portugal destacou-se pela magistral representação da causa do Mestre de Avis nas cortes de Coimbra de 1385, cujo corolário foi a aclamação dele como rei de Portugal.

## Biografia
Era filho de João Anes das Regras ou de Aregas e de sua mulher Sentil ou Gentil Esteves e, após o segundo casamento da sua mãe, enteado de Álvaro Pais, com o qual ela casara antes de 1369. Sua mãe faleceu em Lisboa em 1390, e fez Testamento nas suas casas de morada em Lisboa, jazendo doente, a 9 de Junho de 1428 da Era de César (1390 da Era de Cristo), deixando herdeiro seu filho o Doutor João Afonso (João das Regras) e testamenteiros o dito seu filho e seu marido Álvaro Paes, "vedor mor da chancelaria d'el rei dom Fernando". No dia 12 seguinte fez uma adenda ao dito testamento, onde nomeadamente roga "ao Doutor Joham das Regras meu filho que tome por capellam da capella de seus Avoos delle, & por mym Sancho Martins priol de Pereira, criado do dicto Alvaro Paes & meu em quanto el viver".
De acordo com Fernão Lopes esteve em Bolonha, e é verosímil que tenha estudado na Universidade daquela cidade.
Foi professor da Universidade de Lisboa, à data localizada em Lisboa, onde mais tarde desempenhou o alto cargo de encarregado ou protector, equivalente, segundo alguns, ao cargo de reitor (Carta Régia de 25 de Outubro de 1400).
Tal como o seu padrasto, teve uma acção importante no levantamento de Lisboa que alçou o mestre de Avis por regedor e defensor do Reino. Conselheiro e chanceler do mestre, a sua acção na crise de 1383–1385 culminou na inteligente argumentação em que, omitindo o nome do mestre, negou validade às pretensões dos outros candidatos ao trono:
- A D. Beatriz, filha do falecido rei de Portugal, nega João das Regras quaisquer direitos por nulidade do casamento de Fernando I de Portugal com Leonor Teles de Menezes, que era já casada com João Lourenço da Cunha quando o rei a desposou; por incerteza quanto à paternidade de D. Fernando, dado o comportamento irregular de Leonor Teles; por haver contraído um casamento com o rei D. João I de Castela, seu parente (a mãe do rei de Castela era tia-avó de D. Beatriz) sem a dispensa do papa legítimo Papa Urbano IV, em vez do antipapa Clemente VII;
- Ao rei de Castela, por ter quebrado o tratado antenupcial de Salvaterra de Magos de Março de 1383 e por ser herege, refuta João das Regras o direito a ser rei de Portugal, pois, pela violação daquele tratado, perdia o direito que havia nos reinos de Portugal e, ademais, reconhecera o antipapa e fora excomungado pelo legítimo papa; além disso, porque o seu parentesco com o rei D. Fernando se dava pela linha feminina (as suas mães eram irmãs), o que pelo direito consuetudinário hispânico não dava direitos de sucessão.
- Os infantes D. Dinis e D. João, filhos de el-rei D. Pedro I e de Inês de Castro, portanto, irmãos de D. Fernando, não podiam ter direito ao trono porque eram ilegítimos: D. Pedro nunca casara legalmente com Inês de Castro; além disso fizeram guerra contra Portugal aliados a D. Henrique II de Castela e a D. João I de Castela.

Inteligentemente, a sua estratégia demonstrou que o trono português estava vago, pois nenhum dos pretendentes tinha direito a ele. Cabia assim às Cortes escolher livremente um novo rei, sendo o Mestre, "per unida concordança de todolos grandes e comum poboo" aclamado rei de Portugal.

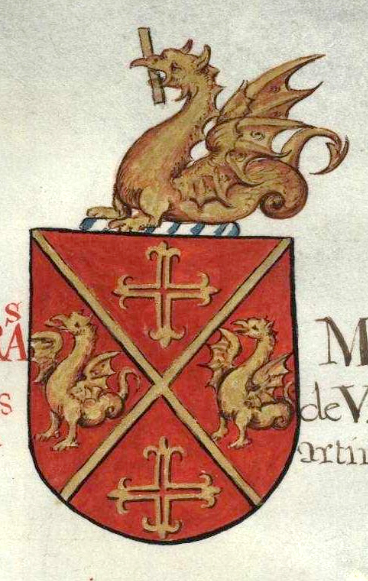
Brasão de João das Regras no armorial Thesouro de Nobreza

O rei concedeu muitas mercês a João das Regras: fê-lo Cavaleiro de sua Casa, Chanceler-Mor do Reino, 1.º Senhor de juro e herdade das vilas de Castelo Rodrigo, de Tarouca e de Beldigem; 1.º Senhor de juro e herdade da vila de Cascais e seu termo com seu Castelo, dos reguengos de Algés e de Oeiras com todos os direitos, pescarias e jurisdições em 1386, das dízimas das sentenças condenatórias de Évora, da jurisdição da Lourinhã e das rendas da portagem de Beja.
Fernão Lopes refere-se a ele "como notável barom, comprido de ciência [e] mui grande letrado em leis[…]".
Foi Conselheiro e Chanceler-Mor do Reino.
Casou em Coimbra em Junho de 1398 com Leonor da Cunha ou Leonor de Acuña y Girón, nascida cerca de 1378, que sucedeu nos Morgados dos Soares de Albergaria e foi 14.ª Senhora do Morgado da Albergaria de São Mateus e 9.ª Senhora do Morgado do Hospital de Santo Eutrópio (ou de São Bartolomeu) com Capela de São Bartolomeu, em Lisboa, desde 19 de Junho de 1404, filha de Martim Vasques da Cunha ou Martín Vásquez de Acuña, 1.º Conde de Valencia de Campos, e de sua mulher Teresa Téllez-Girón, Senhora de El Frechoso, tornando-se, assim, e desde 22 de Julho de 1397, 13.º e 8.º Senhor Consorte dos referidos Morgados, da qual teve uma única filha e herdeira, Branca da Cunha, Senhora de Cascais e Lourinhã, mulher de D. Afonso da Guerra, Senhor Consorte de Cascais.
Jaz sepultado na Igreja de São Domingos de Benfica, em Lisboa, que havia fundado no ano do seu casamento, num túmulo gótico de mármore com jacente, sustentado por quatro leões. A sua mulher passou a segundas núpcias com D. João de Castro, Senhor do Cadaval e do Peral, de quem teve D. Joana de Castro, 3.ª Senhora do Cadaval e do Peral, mulher de D. Fernando I, Duque de Bragança.